# Internationales Elektrotechnisches Wörterbuch
Das Internationale Elektrotechnische Wörterbuch (englisch International Electrotechnical Vocabulary, IEV) wird zur Vereinheitlichung der Terminologie der Elektrotechnik von der International Electrotechnical Commission (IEC) herausgegeben. Das IEV ist die Normenreihe IEC 60050 der IEC und ist seit 2007 auch als Electropedia online verfügbar. Das Wörterbuch enthält englische und französische Definitionen für mehr als 20 000 Begriffe und bietet eine Übersetzung der Begriffe in bis zu 16 weiteren Sprachen an.
Die Deutsche Ausgabe des IEV, die von der DKE gepflegt und auch online kostenfrei zur Verfügung steht, enthält die englisch- und französischsprachigen Benennungen und Begriffserklärungen des IEV und deren Übersetzungen in die deutsche Sprache.

## Struktur
Das IEV besteht aus neun Klassen, die eine grobe Gliederung des Wörterbuchs in Sachgebiete vornehmen.:34
- Klasse 1: Allgemeine Begriffe
- Klasse 2: Werkstoffe
- Klasse 3: Mess- und Regelungstechnik
- Klasse 4: Elektrische Geräte und Ausrüstungen
- Klasse 5: Elektronische Geräte und Ausrüstungen
- Klasse 6: Erzeugung, Übertragung und Verteilung elektrischer Energie
- Klasse 7: Informations- und Kommunikations-Technik
- Klasse 8: Spezielle Anwendungen
- Klasse 9: Normung und verwandte Aktivitäten

Die obigen Klassen werden durch die IEV-Teile (dreistellige Nummer TTT) und Abschnitte (zweistellige Nummer AA) weiter gegliedert, woran sich die in der Regel zweistellige Nummer des Eintrags (EE) anschließt, so dass sich in Summe eine IEV-Identifikationsnummer nach dem Schema TTT-AA-EE ergibt.

## Vom IEV zur Electropedia

### Geschichte des IEV
Auf der ersten Sitzung des Rates der Internationalen Elektrotechnischen Kommission (IEC) im Oktober 1908 wies A. J. Balfour auf den großen Wert der Arbeit hin, die die IEC zur Vereinheitlichung der elektrotechnischen Terminologie leisten würde. Als erstes Advisory Committee – die Vorläufer der heutigen Technischen Komitees – wurde 1910 das AC1 ins Leben gerufen, das die elektrotechnische Nomenklatur harmonisieren sollte. Bis 1914 hatte die IEC eine erste Liste von Begriffen und Definitionen für elektrische Maschinen und Geräte, eine Liste internationaler Buchstabensymbole für Größen und Zeichen für Namen von Einheiten, eine Liste von Definitionen im Zusammenhang mit hydraulischen Turbinen und eine Reihe von Definitionen und Empfehlungen für rotierende Maschinen und Transformatoren herausgegeben. Es wurden vier technische Ausschüsse gebildet, die sich mit der Nomenklatur, den Symbolen, der Bemessung von elektrischen Maschinen und den Antriebsmaschinen befassen.

### Erste Ausgabe des IEV
1927 einigte man sich auf das System der Einteilung in Gruppen und Abschnitte, das System der Nummerierung der Begriffe und Definitionen, den ungefähren Umfang der IEV und andere wichtige Punkte. Die erste Ausgabe des IEV wurde 1938 mit 2000 Begriffen und Definitionen in Englisch und Französisch sowie Begriffen in Deutsch, Italienisch, Spanisch und Esperanto veröffentlicht. Sie war das Ergebnis geduldiger Arbeit über 28 Jahre hinweg.:1930–1939

### Das IEV wächst und geht Online
Obwohl das Ziel des IEV seit 1938 unverändert geblieben ist – präzise, kurze und korrekte Definitionen von international anerkannten Begriffen auf dem Gebiet der Elektrotechnik, Elektronik und Telekommunikation zu liefern – hat sich der Umfang des IEV entsprechend der Expansion der elektrotechnischen Industrie erweitert. Traditionell wurde das IEV als eine Reihe von internationalen Normen entwickelt und veröffentlicht, zunächst unter der Referenznummer IEC 50 und später umnummeriert in IEC 60050, wobei jeder Teil der Norm ein bestimmtes Thema abdeckte, wie z. B. Schaltungstheorie, Arbeiten unter Spannung und Elektrobiologie.
Die Zahl der technischen Komitees der IEC beläuft sich inzwischen auf mehr als 90, mit fast ebenso vielen Sub-Komitees, und es gibt mehr als 20000 Einträge im IEV, die mehr als 80 Themenbereiche abdecken. Die Begriffe und Definitionen werden in Englisch und Französisch erarbeitet, und äquivalente Begriffe werden in Arabisch, Chinesisch, Tschechisch, Finnisch, Deutsch, Italienisch, Japanisch, Norwegisch (Bokmål und Nynorsk), Polnisch, Portugiesisch, Russisch, Serbisch, Slowenisch, Spanisch und Schwedisch bereitgestellt (die Abdeckung variiert je nach Themenbereich). Die Online-Version der IEV, bekannt als Electropedia, wurde am 2. April 2007 gestartet.

### Electropedia wird zum Datenbankstandard
Als Sammlung von Elementen, die per Datenbank verwaltet werden, ist das IEV eine ideale internationale Norm, die nach dem Datenbankverfahren der IEC verwaltet werden kann.:62 Durch den Einsatz einer über das Internet zugänglichen Datenbank und elektronischer Kommunikation bewertet und überprüft ein Validierungsteam aus Experten verschiedener Länder, die von ihren Nationalen Komitees ernannt wurden und als Delegierte im Namen dieser Komitees handeln, Änderungsanträge zur IEV-Datenbank. Die Änderung kann eine Hinzufügung oder Löschung, eine Überarbeitung (redaktionelle oder technische Überarbeitung) oder eine einfache Korrektur umfassen. Das Datenbankverfahren umfasst die Phasen des Sammelns von Kommentaren sowie der Validierung und ermöglicht einen schnelleren Ablauf bei kleineren Änderungen, wobei es das klassische Verfahren zum Hinzufügung ganzer IEV-Teile ergänzt.